# Molophilus (Molophilus) aequiramus
Molophilus (Molophilus) aequiramus is een tweevleugelige uit de familie steltmuggen (Limoniidae). De soort komt voor in het Palearctisch gebied.